# Lolol
Lolol est  une commune du Chili faisant partie de  la province de Colchagua, elle-même rattachée à  la région O'Higgins.
Cette ville fait partie avec les communes de Placilla, Pichilemu, Chépica, Santa Cruz, Pumanque, Palmilla, Peralillo, Navidad, Nancagua, Litueche, La Estrella, Marchihue et Paredones du district electoral n°35 et appartient à la 9e circonscription sénatoriale Distrito (O'Higgins).

## Toponymie
Lolol est un mot mapudungun signifiant « terre de crabes et de trous ».

## Histoire

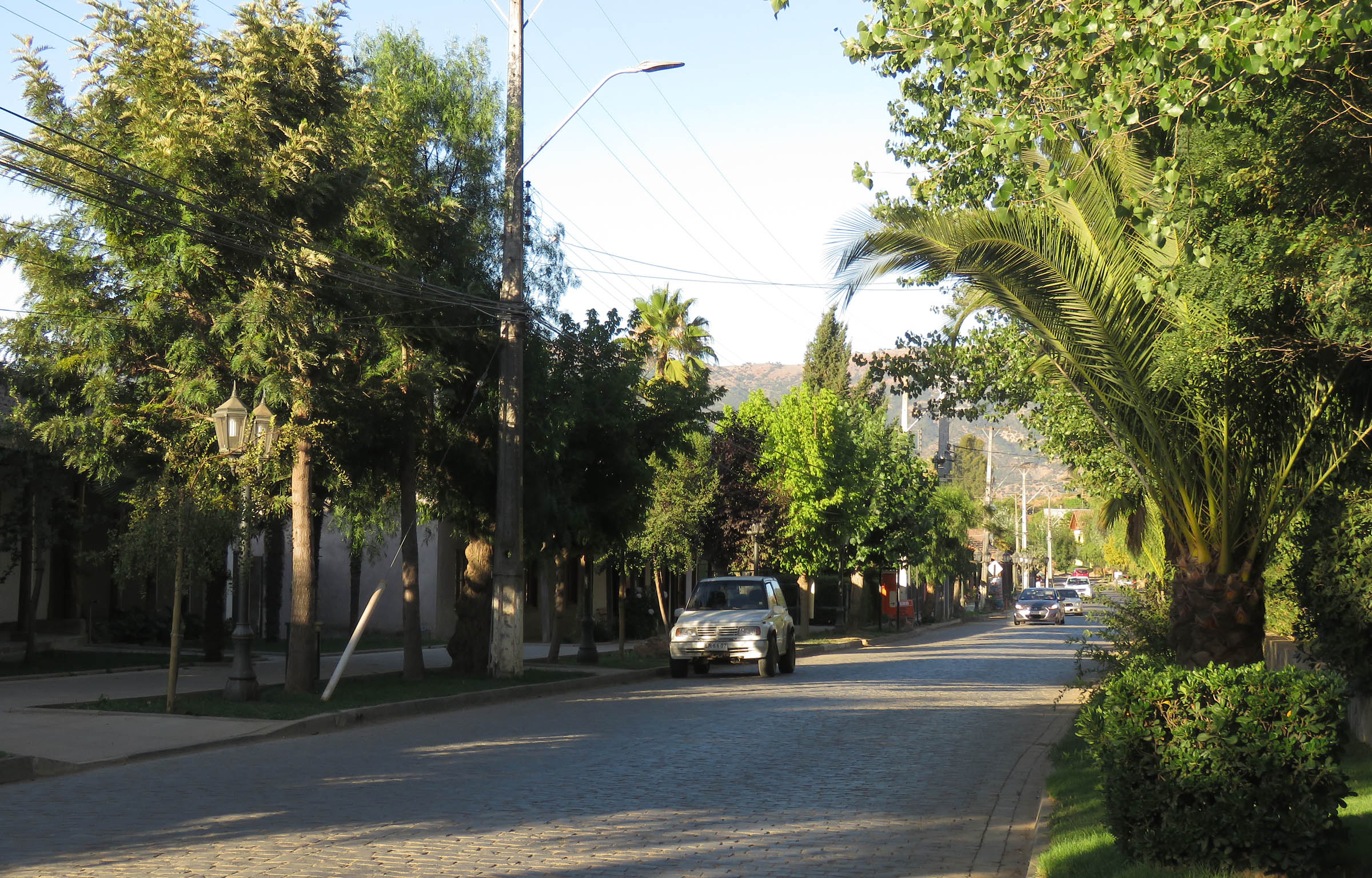
Rue des Acacias à Lolol

Au moment de la colonisation au XVIIe siècle, le roi d'Espagne donne les terres de Colchagua a ses officiers méritants. Le climat de cette région est propice à la culture et à l'élevage et les premières hacienda sont construites. 
A l'indépendance du Chili en 1810, les anciennes familles chiliennes ont racheté les terres de la région et y ont construit tout au long du XIXe siècle des somptueuses demeures, par exemple l' Hacienda Lolol ou l' Hacienda Santa Teresa de Quiahue.
Lolol est déclaré monument national en 2003 pour la conservation de ces demeures coloniales, pour sa culture et pour ses traditions.
Le 22 mai 2010, le jour des monuments nationaux au Chili, un groupe de volontaire de Santiago sont allés à Lolol, ville durement touchée par le séisme de février 2010, pour aider à la reconstruction de l'église, une des plus anciennes du Chili.

## Démographie (2002)
La superficie de Lolol est de 597 km2 pour 6 191 habitants. La population est composée de 2 956 femmes et de 3 235 hommes. 65,79 % de la population est rurale et 34,21 % urbaine.

## Sources
- (es) Cet article est partiellement ou en totalité issu de l’article de Wikipédia en espagnol intitulé « Lolol » (voir la liste des auteurs).